# Brassaiopsis liana
Brassaiopsis liana là một loài thực vật có hoa trong Họ Cuồng cuồng. Loài này được Y.F.Deng mô tả khoa học đầu tiên năm 2002.